# Naissance en 2005
Naissance
- 2001
- 2002
- 2003
- 2004
- 2005
- 2006
- 2007
- 2008
- 2009

Les naissances en 2005 concernent les personnalités nées entre le 1er janvier et le 31 décembre 2005.

## Janvier
- 1er janvier : Maria Chiara de Bourbon des Deux-Siciles, fille cadette du prince Charles de Bourbon des Deux-Siciles et de la princesse Camilla de Bourbon des Deux-Siciles.
- 3 janvier : Heriberto Jurado, footballeur mexicain.
- 4 janvier : 
  - Oscar Højlund, footballeur danois.
  - Dafne Keen, actrice britannico-espagnole.
- 5 janvier : Jalal Abdullai, footballeur ghanéen.
- 6 janvier : Jacobo Ramón, footballeur espagnol.
- 7 janvier : Titia Ryo, coureuse cycliste française
- 8 janvier : Theo Sander, footballeur danois.
- 10 janvier : 
  - Julio Díaz, footballeur espagnol.
  - Elison Makolli, footballeur suédois.
- 11 janvier : Roksana Węgiel, chanteuse polonaise.
- 12 janvier : Yarek Gasiorowski, footballeur espagnol.
- 13 janvier : Iker Bravo, footballeur espagnol.
- 14 janvier : Bram Rovers, footballeur néerlandais.
- 16 janvier : Gabriel Bontempo, footballeur brésilien.
- 18 janvier : 
  - Luka Kapulica, footballeur croate.
  - Benedetta Pilato, nageuse italienne.
- 23 janvier : Fantine Harduin, actrice belge.
- 21 janvier : IshowSpeed, youtubeur américain.
- 25 janvier : Valdemar Byskov, footballeur danois.
- 27 janvier : Tyler Bindon, footballeur néo-zélandais.
- 29 janvier : Villads Nielsen, footballeur danois.
- 31 janvier : 
  - Luca Banu, footballeur roumain.
  - Dawid Drachal, footballeur polonais.
  - Momodou Sonko, footballeur suédois.

## Février
- 2 février : Shang Juncheng, joueur de tennis chinois.
- 3 février : 
  - Simo Keddari, footballeur espagnol.
  - Joaquín Lavega, footballeur uruguayen.
- 4 février : 
  - Zidan Sertdemir, footballeur danois.
  - Aboubaka Soumahoro, footballeur français.
- 5 février : Pacome Bricout, nageur français.
- 7 février : Arthur Vermeeren, footballeur belge.
- 11 février : Rayane Belaid, footballeur espagnol.
- 12 février : David Watson, footballeur écossais.
- 14 février : Runar Norheim, footballeur norvégien.
- 16 février : Nathan Fernandes, footballeur brésilien.
- 17 février : Asen Mitkov, footballeur bulgare.
- 19 février : Alma Deutscher, compositrice, pianiste et violoniste britannique.
- 20 février : 
  - Breno Bidon, footballeur brésilien.
  - Pietro Comuzzo, footballeur italien.
  - Rasmus Holten, footballeur norvégien.
- 23 février : 
  - Félix Bossuet, acteur français.
  - Pascal Klemens, footballeur allemand.
- 24 février : 
  - Fabijan Krivak, footballeur croate.
  - Ármin Pécsi, footballeur hongrois.
  - Jason van Duiven, footballeur néerlandais.
- 25 février : 
  - Thijmen Blokzijl, footballeur néerlandais.
  - Noah Jupe, acteur britannique.
- 28 février : Vitor Roque, footballeur brésilien.

## Mars
- 2 mars : Magnus Brøndbo, footballeur norvégien.
- 3 mars : 
  - Severin Nioule, footballeur ivoirien.
  - Marco Palestra, footballeur italien.
- 5 mars : 
  - Wesley Gassova, footballeur brésilien.
  - Jonny Yull, footballeur australien.
- 6 mars : Tim Drexler, footballeur allemand.
- 7 mars : Marius Blivet, acteur français.
- 9 mars : 
  - Mayssam Benama, footballeur français.
  - Malcolm Jeng, footballeur suédois.
  - Lauri Sahimaa, footballeur finlandais.
- 10 mars : Oriane Bertone, grimpeuse franco-italienne.
- 11 mars : 
  - Pol Fortuny, footballeur espagnol.
  - Guillaume Restes, footballeur français.
- 12 mars : Filip Sidklev, footballeur suédois.
- 15 mars : Rodrigo Mendoza, footballeur espagnol.
- 16 mars : Silvano Vos, footballeur néerlandais.
- 17 mars : Nelson Weiper, footballeur allemand.
- 18 mars : Lukas Kelly-Heald, footballeur néo-zélandais.
- 21 mars : 
  - Kazper Karlsson, footballeur suédois.
  - Calixte Ligue, footballeur suisse.
- 22 mars : 
  - Bork Bang-Kittilsen, footballeur norévgien.
  - Poppy Maskill, nageuse handisport britannique.
- 26 mars : Ella Anderson, actrice américaine.
- 28 mars : Damián Pizarro, footballeur chilien.
- 29 mars : Nils Zätterström, footballeur suédois.
- 31 mars : 
  - Reed Baker-Whiting, footballeur américain.
  - Gerard Hernández, footballeur espagnol.

## Avril
- 2 avril : Adrián Liso, footballeur espagnol.
- 5 avril : 
  - Yoram Boerhout, footballeur néerlandais.
  - Noel Buck, footballeur anglais.
  - Thomas Waddingham, footballeur australien.
- 6 avril : 
  - Isaac Babadi, footballeur néerlandais.
  - Luka Parkadze, footballeur géorgien.
- 7 avril : Conrad Harder, footballeur danois.
- 8 avril : 
  - Alexander Blockx, joueur de tennis belge.
  - Filip Loftesnes-Bjune, footballeur norvégien.
  - Adam Murphy, footballeur irlandais.
- 11 avril : Jack Hinshelwood, footballeur anglais.
- 13 avril : 
  - Kervin Andrade, footballeur vénézuélien.
  - Luís Gomes, footballeur portugais.
  - Robert, footballeur brésilien.
- 17 avril : Antonio Nusa, footballeur norvégien.
- 18 avril : Christian Mawissa, footballeur français.
- 24 avril : Montader Madjed, footballeur irakien.
- 25 avril : 
  - Chema Andrés, footballeur espagnol.
  - Eivind Helland, footballeur norvégien.
- 29 avril : Dipangkorn Rasmijoti, membre de la famille royale de Thaïlande.

## Mai
- 1er mai : 
  - Edvin Austbø, footballeur norvégien.
  - Linda Fruhvirtová, joueuse de tennis tchèque.
  - Ruairi McConville, footballeur nord-irlandais.
- 2 mai : 
  - Lucas Agazzi, footballeur uruguayen.
  - Jan-Carlo Simić, footballeur serbe.
- 3 mai : Maxwell Jenkins, acteur américain.
- 4 mai : Kenan Yıldız, footballeur turc.
- 5 mai : Oskar Boesen, footballeur danois.
- 6 mai : David Ozoh, footballeur anglais.
- 7 mai : Jean-Mattéo Bahoya, footballeur français.
- 8 mai : 
  - Álex Jiménez, footballeur espagnol.
  - Eliezer Mayenda, footballeur espagnol.
  - Lovro Zvonarek, footballeur croate.
- 9 mai : 
  - Homare Okamura, chanteuse et idole japonaise.
  - Jaden Slory, footballeur néerlandais.
- 10 mai :
  - Taha Ayari, footballeur suédois.
  - Oh Ye-jin, tireuse sportive sud-coréenne.
- 11 mai : Feta Fetai, footballeur albanais.
- 13 mai : August Ljungberg, footballeur suédois.
- 14 mai : Ilyes Housni, footballeur français.
- 16 mai : El Chadaille Bitshiabu, footballeur français.
- 17 mai : Charlotte Lutz, pongiste française.
- 19 mai : Elis Bishesari, footballeur suédois.
- 23 mai : 
  - Alexandra Eala, joueuse de tennis philippine.
  - David Mella, footballeur espagnol.
- 28 mai : 
  - Amady Camara, footballeur malien.
  - Maé Roudet--Rubens, actrice française.

## Juin
- 3 juin : Newerton, footballeur brésilien.
- 14 juin : Rareș Pop, footballeur roumain.
- 18 juin : Naura Ayu, actrice et chanteuse indonésienne
- 19 juin : Niko Tsakiris, footballeur américain
- 20 juin : João Rego, footballeur portugais.
- 21 juin : Henrique Arreiol, footballeur portugais.
- 22 juin : Noah Raveyre, footballeur français.
- 23 juin : 
  - Jessica Zi Jia Guo, escrimeuse canadienne
  - Romualdas Jansonas, footballeur lituanien.
  - Jan Paluska, footballeur tchèque.
- 25 juin : Ayman Aiki, footballeur français
- 26 juin : 
  - Alexia des Pays-Bas, princesse d'Orange-Nassau
  - Ashley Phillips, footballeur anglais.
- 28 juin : 
  - Tom Bischof, footballeur allemand
  - Mei Yamazaki, chanteuse et idole japonaise
- 30 juin : Gabriel Sigua, footballeur géorgien

## Juillet
- 3 juillet : John Paul Dembe, footballeur ougandais.
- 4 juillet : Luka Vrbančić, footballeur croate.
- 13 juillet : Kyle Harrison Breitkopf, acteur canadien
- 20 juillet : Alison Fernandez, actrice américaine
- 24 juillet : Carlos Espí, footballeur espagnol.
- 25 juillet : Pierce Gagnon, acteur américain
- 28 juillet : David Planka, footballeur tchèque.

## Août
- 5 août : 
  - Dino Prižmić, joueur de tennis croate ;
  - Rainey Breinburg, footballeur néerlandais ;
  - Alexandra Rexová, skieuse alpine slovaque.
- 9 août : 
  - Victoria Jiménez Kasintseva, joueuse de tennis andorrane ;
  - Dani Rodríguez, footballeur espagnol.
- 10 août : Rameshbabu Praggnanandhaa, joueur d'échecs indien.
- 11 août : Antónis Papakanéllos, footballeur grec.
- 15 août : Semih Kılıçsoy, footballeur turc.
- 17 août : Cristian Perea, footballeur espagnol.
- 19 août : Carla Lazzari, chanteuse française.
- 23 août : Júlia Soares, gymnaste brésilienne.
- 26 aout : Baran Gezek, footballeur turc.
- 30 août : Milan Aleksić, footballeur serbe.

## Septembre
- 1 septembre : Jakub Menšík, joueur de tennis tchèque.
- 2 septembre : Riley B. Smith, acteur américain.
- 6 septembre : Adriano Jagušić, footballeur croate.
- 7 septembre : Assane Diao, footballeur sénégalais.
- 9 septembre : Mary-Ambre Moluh, nageuse française.
- 11 septembre : Chen Yuxi, plongeuse chinoise.
- 13 septembre : Adrian Mazilu, footballeur roumain.
- 16 septembre : Alberte Greve, coureuse cycliste danoise.
- 17 septembre : 
  - Jakub Lewicki, footballeur polonais.
  - Mihnea Rădulescu, footballeur roumain.
- 19 septembre : 
  - Gilles-Arnaud Bailly, joueur de tennis belge.
  - Lewis Koumas, footballeur gallois.
- 21 septembre : 
  - Renzo Machado, footballeur uruguayen.
  - Erza Muqoli, chanteuse française.
  - Alisson Santana, footballeur brésilien.
- 22 septembre : Mamadou Diakhon, footballeur français.
- 23 septembre : Jobe Bellingham, footballeur anglais.
- 27 septembre : Óscar Perea, footballeur colombien.
- 28 septembre : Adam Daghim, footballeur danois.
- 30 septembre : Thomas Jørgensen, footballeur danois.

## Octobre
- 3 octobre : Lukas Pélissier, acteur français
- 4 octobre : 
  - Emmanuel de Belgique, prince de Belgique
  - Noah Edjouma, footballeur français.
- 5 octobre : Noah Nartey, footballeur danois.
- 6 octobre : Rin Hashisako, chanteuse et idole japonaise
- 7 octobre : 
  - Elías Montiel, footballeur mexicain.
  - Lulu Wilson, actrice américaine
- 11 octobre : Pontus Dahbo, footballeur suédois.
- 15 octobre : Christian de Danemark, membre de la famille royale danoise
- 17 octobre : Jerónimo Domina, footballeur argentin.
- 18 octobre : Anneth Delliecia, chanteuse indonésienne.
- 25 octobre : Liv Hovde, joueuse de tennis américaine.
- 27 octobre : Taylah Preston, joueuse de tennis australienne.
- 31 octobre : 
  - Leonor de Borbón y Ortiz, fille aînée de Felipe VI, roi d'Espagne, et de la reine Letizia
  - Jens Hjertø-Dahl, footballeur norvégien.
  - Lakshmi Tatma, jeune Indienne née avec quatre bras et quatre jambes

## Novembre
- 10 novembre : Sigge Jansson, footballeur suédois.
- 11 novembre : 
  - Ben Doak, footballeur écossais.
  - Can Uzun, footballeur turc.
- 12 novembre : Andrei Borza, footballeur roumain.
- 13 novembre : Leny Yoro, footballeur français.
- 16 novembre : Mariam Mamadashvili, chanteuse géorgienne.
- 18 novembre : 
  - Miloš Luković, footballeur serbe.
  - Malick Yalcouyé, footballeur malien.
- 19 novembre : Justė Jocytė, joueuse lituanienne de basket-ball.
- 23 novembre : Adrian Skogmar, footballeur suédois.
- 24 novembre : María José Mariscal, actrice mexicaine.
- 25 novembre : 
  - Connor Michalek, fan américain de la World Wrestling Entertainment.
  - Shekh Morsalin, footballeur bangladais.

## Décembre
- 1 décembre : Sam Curtis, footballeur irlandais.
- 3 décembre : Sverre Magnus de Norvège, second enfant du prince héritier Haakon de Norvège et de son épouse la princesse Mette-Marit.
- 4 décembre : Petra Marčinko, joueuse de tennis croate.
- 5 décembre : Andy Rojas, footballeur costaricien.
- 8 décembre : Javokhir Sindarov, joueur d'échecs ouzbek.
- 9 décembre : Divya Deshmukh, joueuse d'échecs indienne.
- 11 décembre : Arijon Ibrahimović, footballeur allemand.
- 16 décembre : 
  - Clement Bischoff, footballeur danois.
  - Kosta Nedeljković, footballeur serbe.
  - Leo Sauer, footballeur slovaque.
- 17 décembre : Joseph Sabobo, footballeur zambien.
- 18 décembre : Matteo Pérez Vinlöf, footballeur suédois.
- 21 décembre : Gabriel Debru, joueur de tennis français.
- 22 décembre : Raunak Sadhwani, joueur d'échecs indien.
- 23 décembre : Paul Wanner, footballeur allemand.
- 27 décembre : Kristina Pimenova, mannequin et actrice russe.